# 祐福寺
祐福寺（ゆうふくじ）は、愛知県愛知郡東郷町にある浄土宗西山禅林寺派の寺院。山号は玉松山。院号は般若院。本尊は阿弥陀三尊像。

## 歴史
この寺は、1191年（建久2年）下野国の武将宇都宮頼綱によって創建され、明知（みょうち）城主の小野田長安と傍示本城主の加藤時利が、美濃国より達智上人を招き、1389年（嘉慶3年）にかけて再興されたと伝えられ、室町時代には後小松天皇後柏原天皇らが勅使を派遣し、勅願道場となったほか、足利義教が東上の際、当寺に宿泊し、寺領700石を賜う。その後、織田信長・織田信忠・徳川家康・徳川義直より寺領安堵の墨印を賜う。桶狭間の戦いの際には、合戦前日に今川義元が宿泊したと伝えられている。なお、現在の山門は1892年（明治25年）に建立された。

## 境内
- 山門（仁王門）：現在の山門は明治25年に建立。大梵鐘は第二次世界大戦中に供出され、1949年（昭和24年）に再鋳造。
- 勅使門
- 辯天島：弁財天を祀る社殿がある。また弁天島がある池には鯉が育てられている。
- 毘沙門天
- 観音堂：十一面観音と弘法大師を祀る。
- 不動堂（護摩堂）：不動明王、秋葉三尺坊権現像を祀る。
- 本堂：絹本着色の阿弥陀三尊の掛軸を本尊としている。彼岸と秋の十夜に開帳。脇仏の善導大師像は知多郡豊浜（現在の南知多町、光明寺がある地）の漁師が海から拾ったものと言われる。
- 阿弥陀堂：徳川家康寄進の阿弥陀如来像、弘法大師像、善光寺如来像、地蔵菩薩像などを奉安。
- 開山堂
- 墓地

### ギャラリー

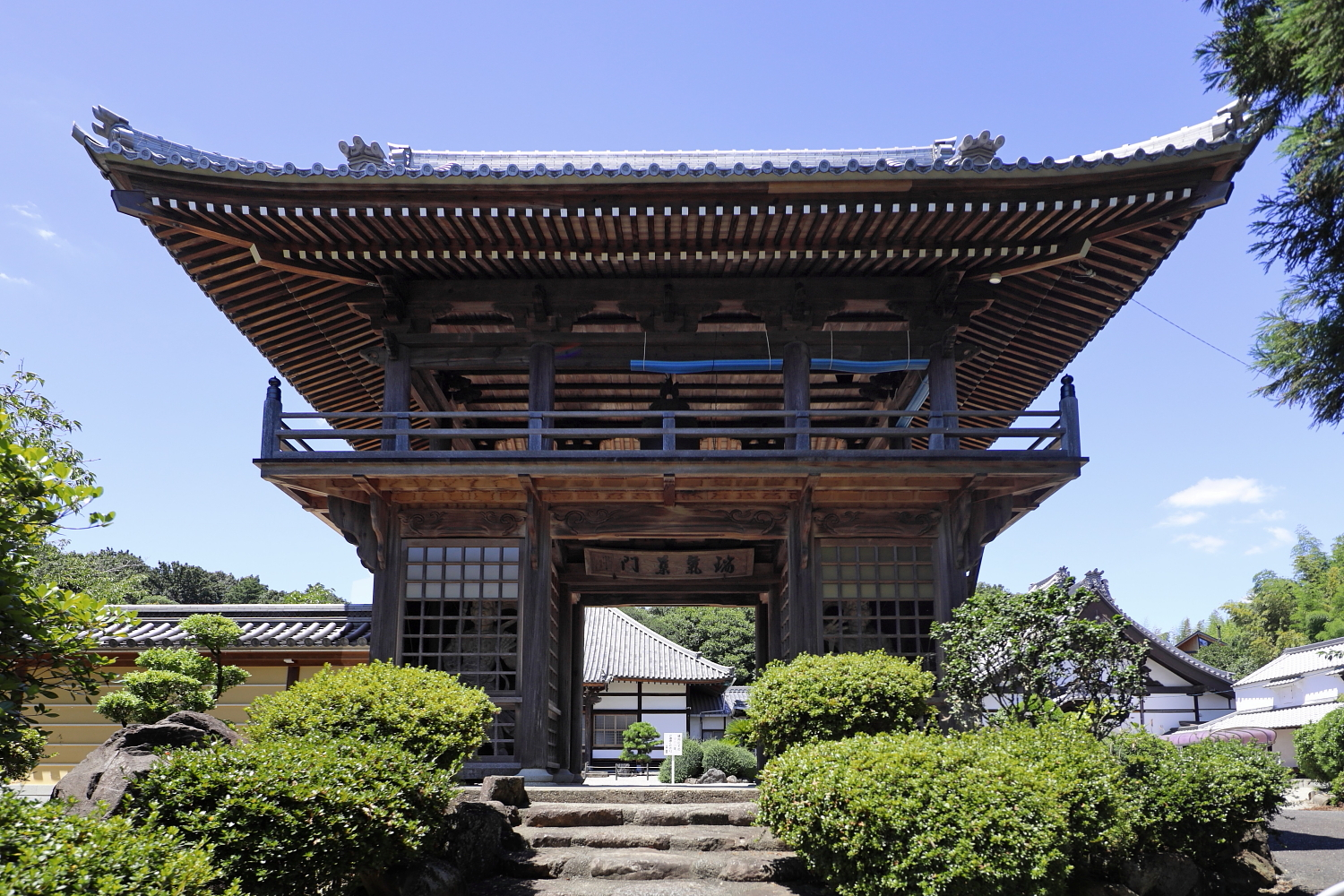
山門（仁王門）
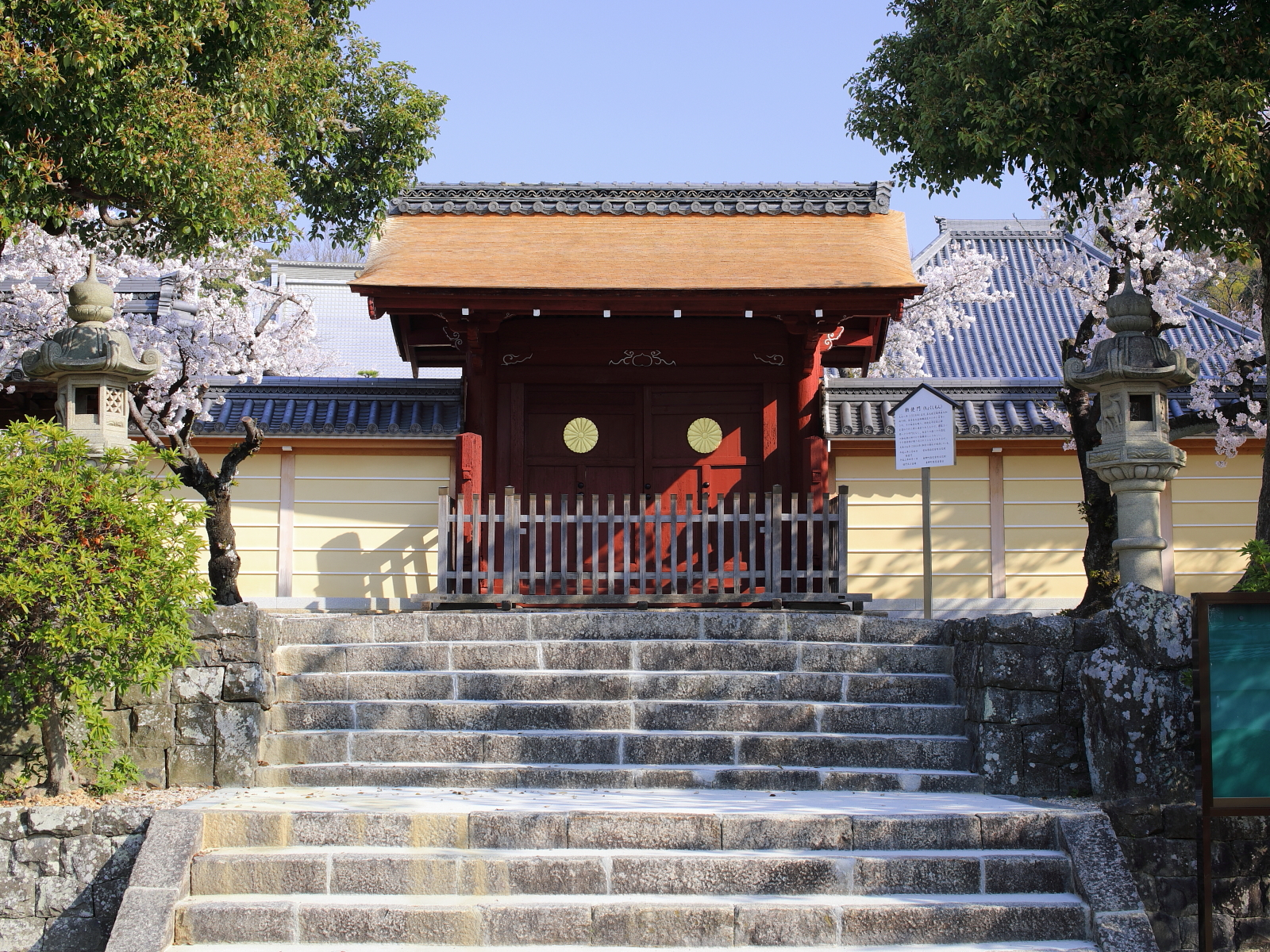
勅使門（愛知県指定文化財）
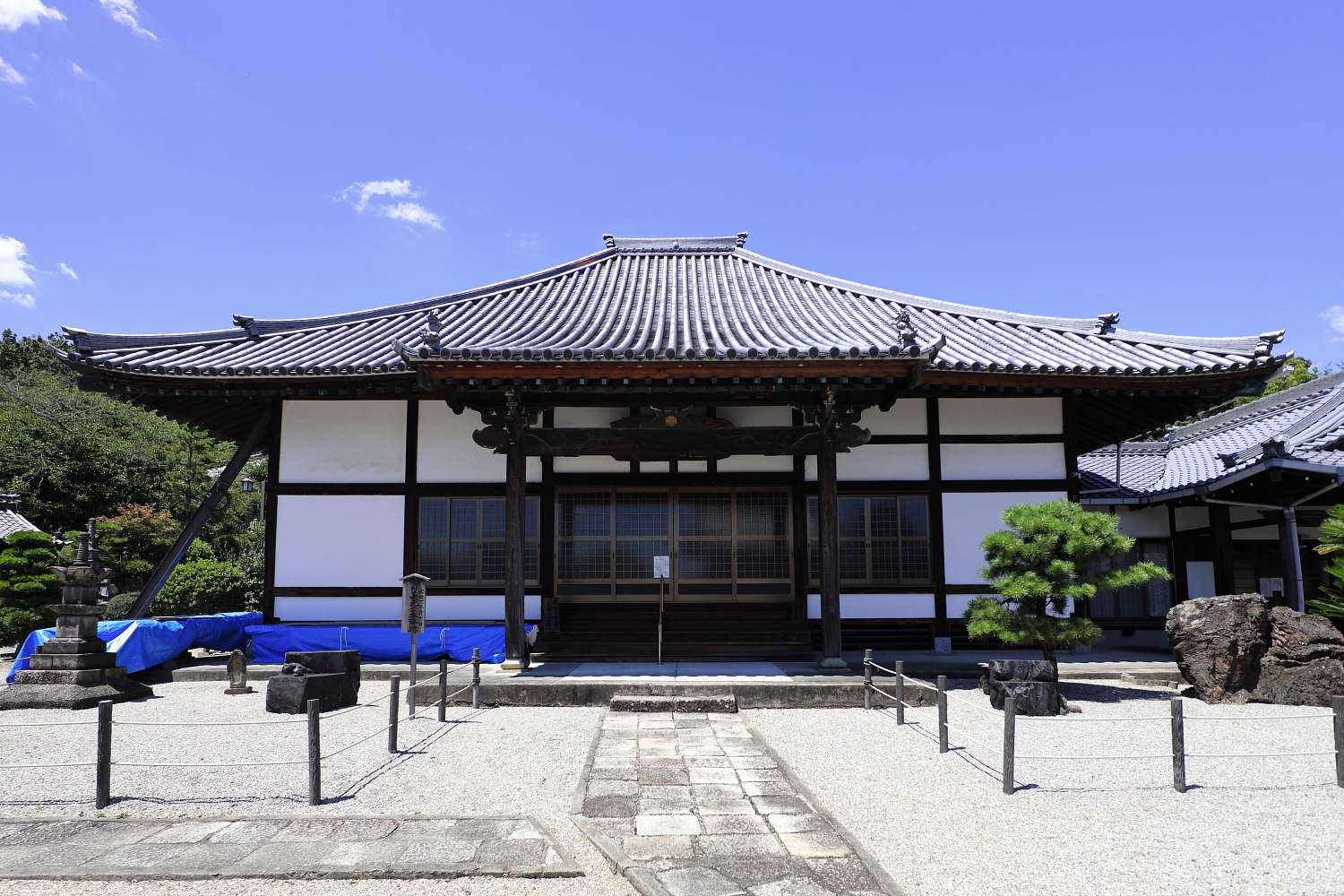
阿弥陀堂
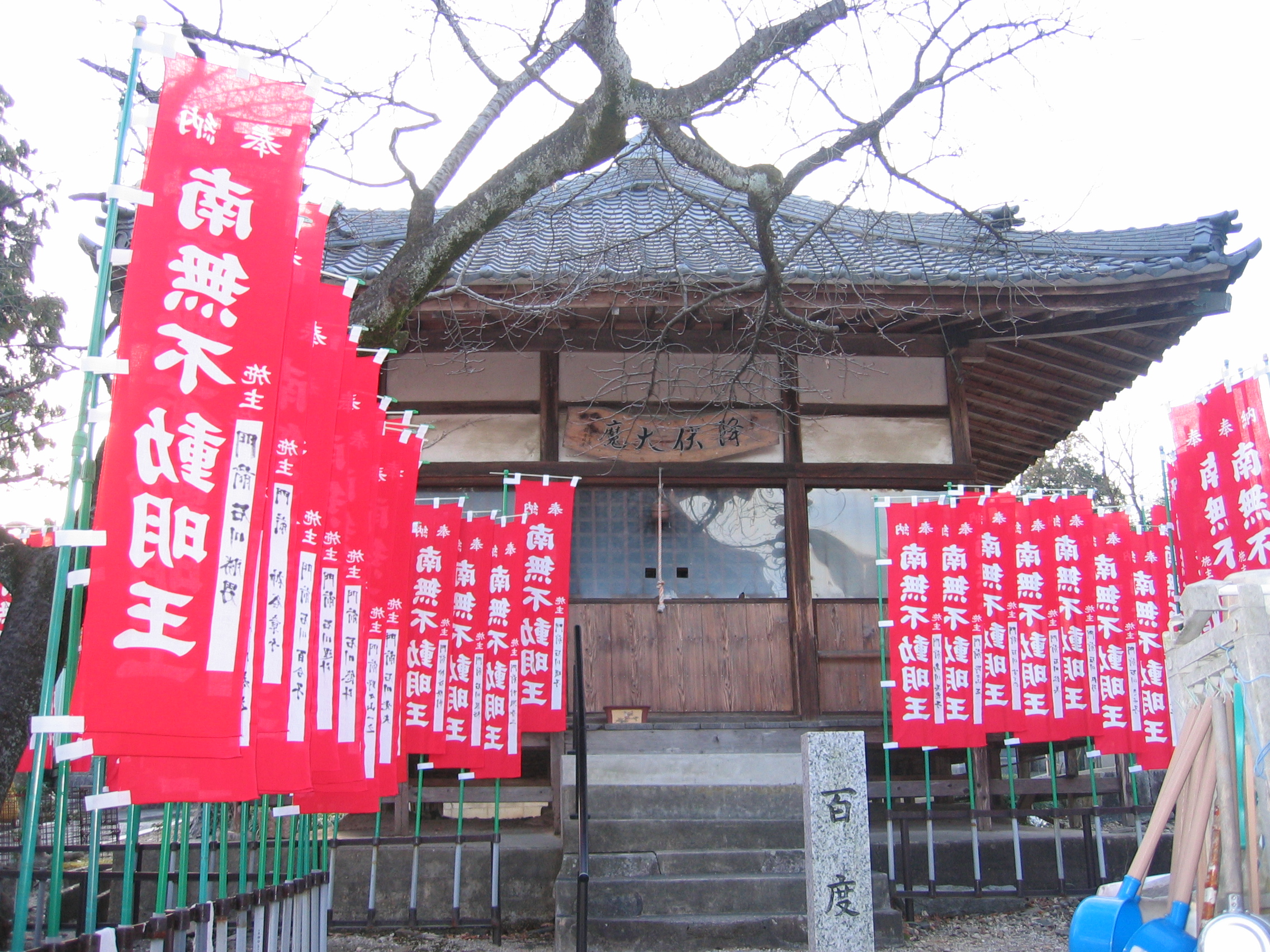
不動堂
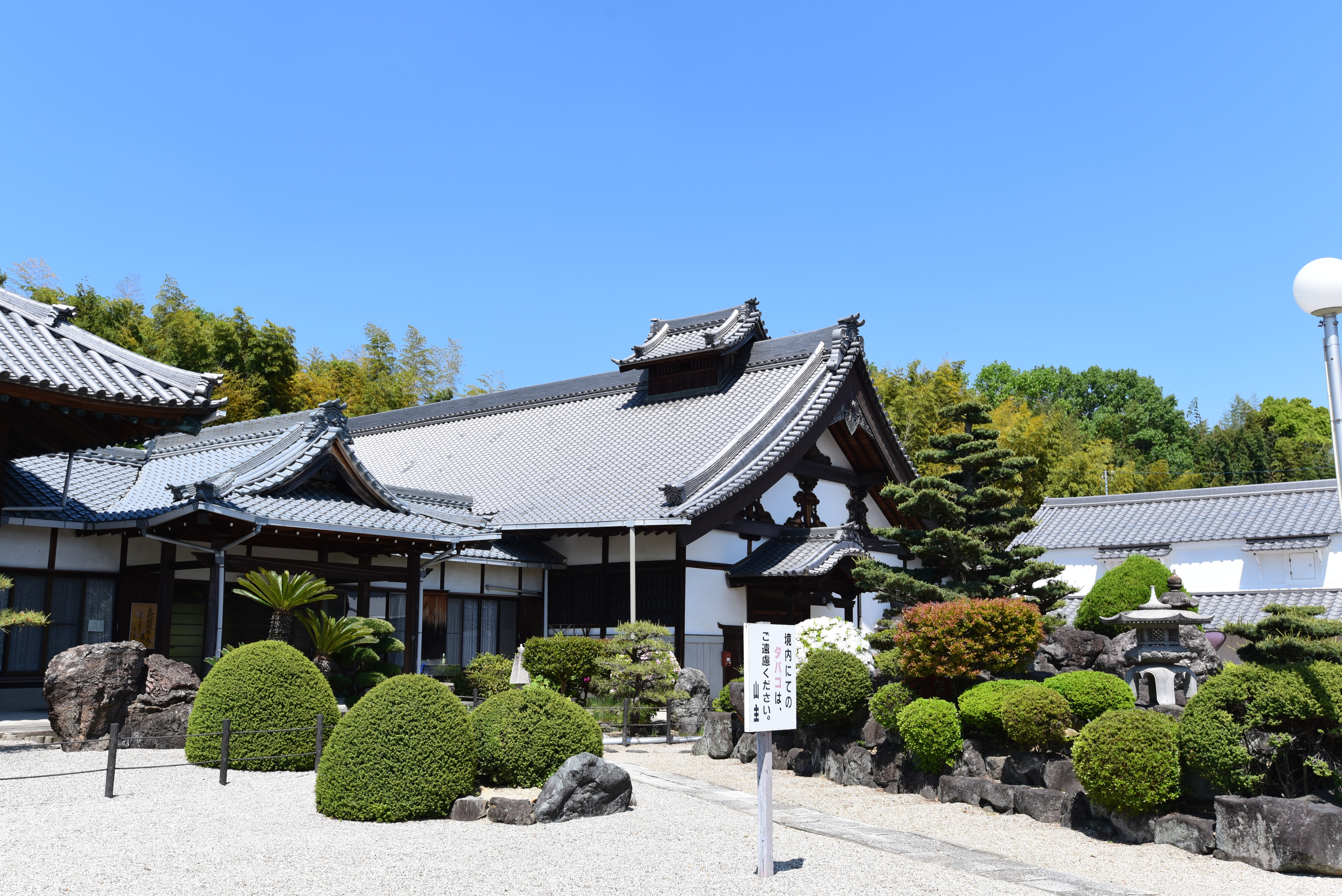
庫裏
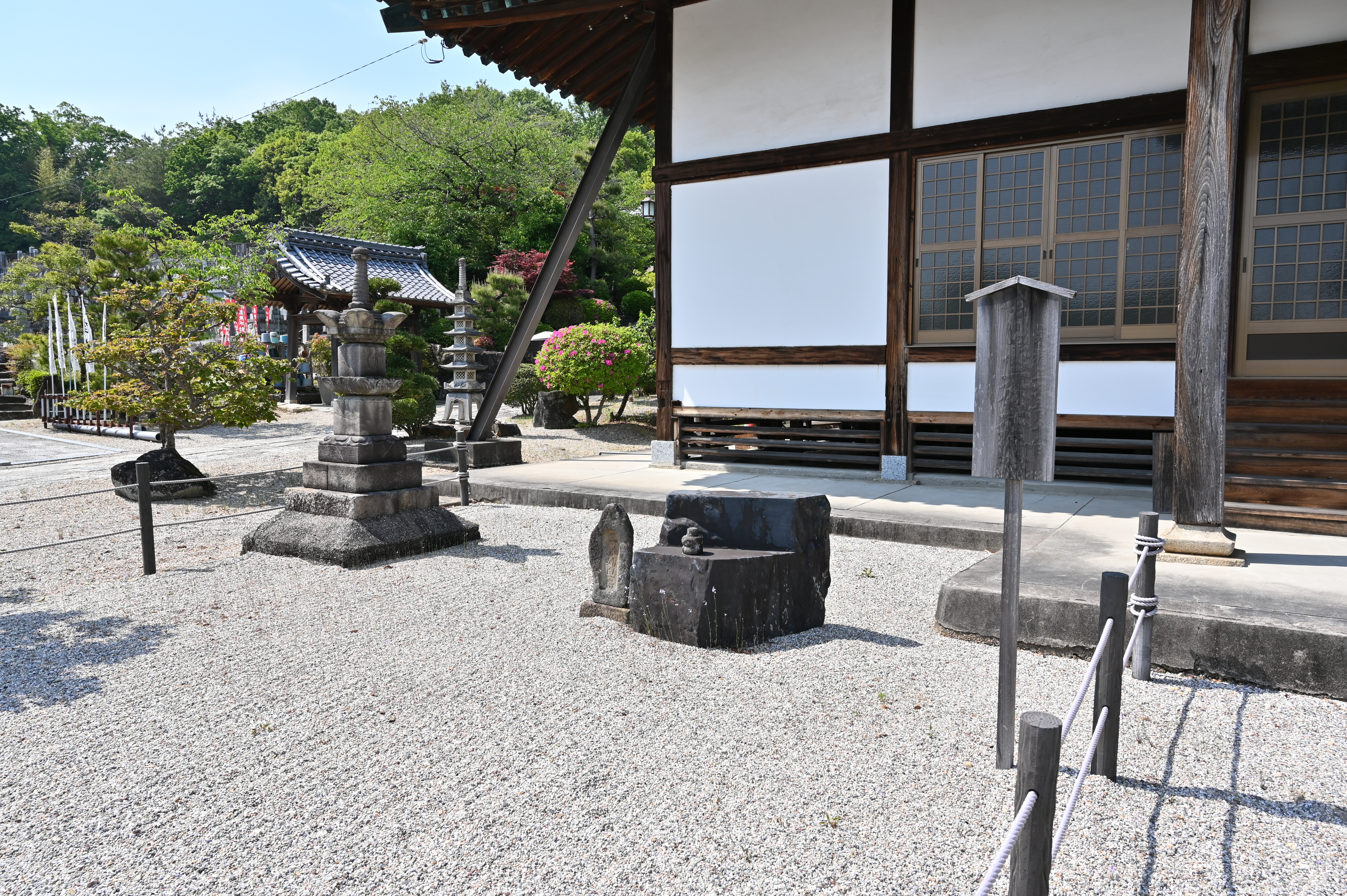
阿弥陀堂前にある今川義元公本陣跡
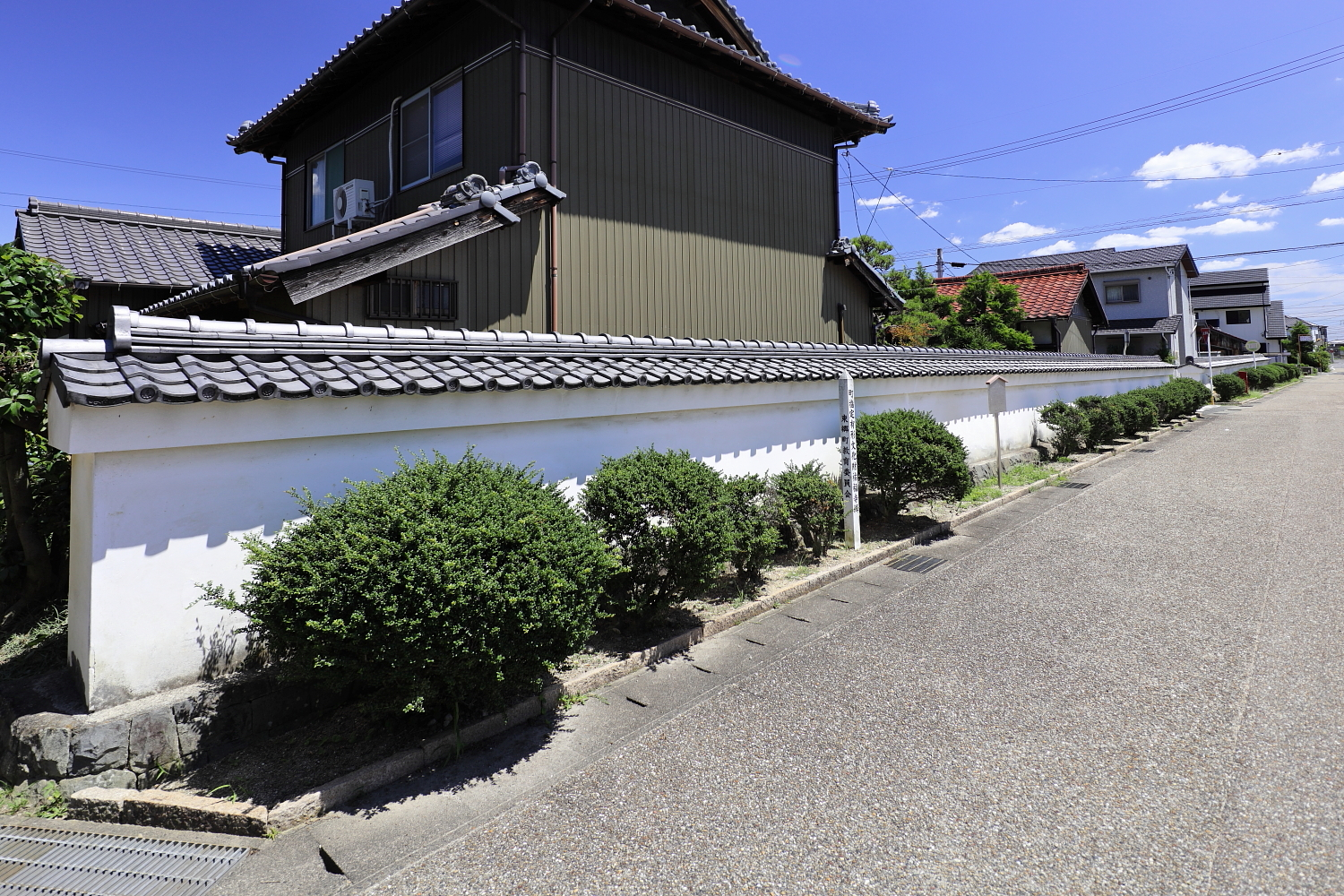
土塀（東郷町指定文化財）

## 年中行事

### 上半期
- 1月1日：修正会
- 2月3日：観世音菩薩大祭、豆まき
- 2月15日：涅槃会
- 春分の日：彼岸会、大施餓鬼
- 4月8日：降誕会
- 5月2日：不動明王大祭、説教

### 下半期
- 梅雨明け後：虫干し
- 8月11日：盆施餓鬼
- 秋分の日 ：彼岸会、大施餓鬼
- 10月25日：毘沙門天大祭、説教
- 旧暦10月14日：十夜会
- 大晦日：除夜の鐘

## 霊場
- 城東西国三十三観音

## 文化財
愛知県指定文化財
- 絹本著色円光大師画像
- 絹本著色遣迎二尊画像
- 勅使門

東郷町指定文化財
- 木造秋葉大権現像
- 祐福寺縁起
- 絹本著色宝冠弥陀三尊図
- 絹本著色一尊弥陀来迎図
- 絹本濃彩金泥金箔阿弥陀三尊来迎図
- 三尊弥陀来迎図
- 紙本著色帝鑑図 六曲一隻 海北松雪（狩野宗信父）筆
- 雲版
- 勅使門の脇門及び筋塀
- 土塀

## 所在地
- 愛知県愛知郡東郷町春木字屋敷3417

## アクセス

### 鉄道
以下の名鉄の駅から名鉄バスに乗り換え、「祐福寺」バス停下車。
- 赤池駅（祐福寺経由前後駅行き、祐福寺止まり）
- 前後駅（祐福寺経由赤池駅行き）
- 知立駅（日進駅行き）
- 日進駅（知立駅行き）

### バス
- 東郷町巡回バス：じゅんかい君「祐福寺」バス停下車。